# Horsta Krum

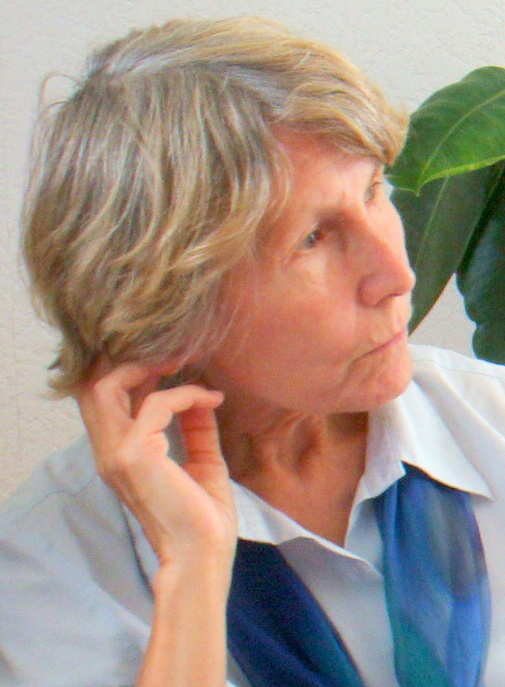
Porträt Horsta Krum 2011

Horsta Krum, geb. Malinowski, auch: Horsta Malinowski-Krum (* 1941 in Torgau) ist eine ehemalige evangelisch-reformierte Pastorin.

## Leben
Horsta Malinowski wurde in Torgau geboren. Nach dem Studium der Evangelischen Theologie wurde sie 1970 in den Dienst der Französischen Kirche (Hugenottengemeinde) in West-Berlin übernommen. Auf dem Gebiet der Kirchengeschichte beschäftigte sie sich mit dem Schicksal der Hugenotten. Elf Jahre lang war sie Mitglied der Kirchenleitung der Evangelischen Kirche von Berlin-Brandenburg. Sie war Pastorin der Französischen Kirche und Vorsitzende des Reformierten Moderamens in Berlin (West) von 1979 bis 1990. Sie war Mitglied der Sozialistischen Einheitspartei Westberlins. Krum war Mitglied der Christlichen Friedenskonferenz (CFK). 1986 referierte sie auf einem gemeinsamen Seminar der CFK mit dem Bund der Evangelischen Kirchen in der DDR in Bad Saarow über die „Sprache des Friedens“. Sie unterhielt Kontakte zu linksorientierten kirchlichen Gruppen wie dem Unterwegskreis und dem Weißenseer Arbeitskreis und zu Kirchengemeinden, die korporativ in der CFK mitarbeiteten.

### Kontakte mit der DDR-Staatssicherheit
Nach 1990 wurde bekannt, dass sie und ihr damaliger Mann, der Pfarrer Ulrich Krum, mit dem hochrangigen Mitarbeiter des Rates des Bezirks Potsdam Johannes Klein, der als inoffizieller Mitarbeiter (IM) mit dem Decknamen „Freidank“ für das Ministerium für Staatssicherheit arbeitete, regelmäßig Gespräche geführt hatten. Die Stasi führte diesen Vorgang unter der Bezeichnung IM „Helena“. Bei diesen Gesprächen hatte das Ehepaar Krum jahrelang kirchliche Interna weitergegeben. Dabei ging es auch um die Bespitzelung von Personen wie der US-amerikanischen Theologin Barbara Green. Das Konsistorium der Berlin-Brandenburgischen Kirche warf Horsta Krum nach Einsichtnahme in die Stasi-Unterlagen vor, „in langjährigen konspirativen Gesprächen mit einem Staatsvertreter der DDR über kirchliche Vorgänge die gebotene Amtsverschwiegenheit verletzt zu haben.“ Im Januar 1994 wurden sie und ihr Mann aus diesem Grund durch die Kirchenleitung der Evangelischen Kirche von Berlin-Brandenburg vom Pfarrdienst suspendiert. Ulrich Krum erhielt 1998 aufgrund seiner konspirativen Gespräche mit offiziellen Vertretern der DDR eine Disziplinarstrafe. Inzwischen sind die beiden geschieden.

### Lebensabschnitt in Frankreich
Krum beantragte 1995 ihre Entlassung aus dem Dienst der Evangelischen Kirche von Berlin-Brandenburg und kam so einem Disziplinarverfahren zuvor. Sie wurde von der reformierten Kirche Frankreichs angestellt und war zehn Jahre in Lyon als Pastorin tätig.
2005 erhielt sie ihr Diplom als Sophrologin.
Im Rahmen der 200-jährigen Gedenkveranstaltungen zur Schlacht bei Jena und Auerstedt folgte sie der Einladung aus dem thüringischen Ort Kapellendorf, sich mit einer Gruppe aus der Gemeinde Saint-Savin an den Veranstaltungen zu beteiligen.
Krum hält Vorträge und schreibt in linksorientierten Zeitungen. Im Rahmen der Historischen Kommission von Lyon arbeitet sie über die Zeit des Nationalsozialismus und des Kalten Krieges. Sie gehört zur Lyoner interreligiösen Gruppe „Kinder Abrahams“, in der sich Juden, Moslems und Christen verschiedener Konfessionen für den Frieden einsetzen.
Im Rahmen der Cimade (Organisation zur Wahrung der Rechte der Ausländer in Frankreich) ist sie im Gefängnis tätig; des Weiteren arbeitet sie theoretisch über Aids, und als Seelsorgerin und Sophrologin arbeitet sie mit AIDS-Kranken.
Horsta Krum ist Mutter von zwei Töchtern. Sie ist Mitglied der Partei Die Linke.

## Schriften
- Les Huguenots Bonifas, Aimé. Paris: Ed. de Paris, 2000
- Das letzte Jahr der DDR. Berlin: Gesellschaftswiss. Forum, 1994
- Frankreich am Kreuz. Berlin: Wichern-Verl., 1993
- Preussens Adoptivkinder. Berlin: arani, 1985

Als Koautorin
- Die Waldenser. Der Kampf von Christen um eine neue Kirche, in: Dietrich Schirmer (Hrsg.)
- So begann meine Nachkriegszeit. Männer und Frauen erzählen vom Mai 45, hrsg. von Peter Heilmann (Darin: Torgau an der Elbe), Wichern Berlin 1985
- Kirchenkritische Bewegungen. Werkbuch für den Religionsunterricht Bd. 1, Stuttgart 1985, 84–98[2][8]
- Spuren der Wahrheit. Bewahrenswertes DDR-Erbe. Erlebnisse, Betrachtungen, Erkenntnisse, Dokumente. Hrsg. Unabhängige Autorengemeinschaft „Als Zeitzeugen erlebt“ (Darin: Klaus D. – eine fast banale Geschichte; Gabi D. aus Sachsen-Anhalt), GNN Schkeuditz 2005, ISBN 3-89819-208-3
- Aus Kirche und Welt. Festschrift zum 80. Geburtstag von Hanfried Müller, hg. Dieter Kraft, (darin Jean Lasserre: Erinnerungen an Dietrich Bonhoeffer), Eigenverlag Berlin 2006, S. 187, ISBN 3-00-018328-0